# Scelolophia ignifera
Scelolophia ignifera là một loài bướm đêm trong họ Geometridae.